# Grand Canyon (película de 1991)
Grand Canyon (El alma de la ciudad) es una película dramática de 1991 escrita y dirigida por Lawrence Kasdan.

## Argumento
Las vidas de seis personas muy diferentes de la ciudad de Los Ángeles se entrecruzan por casualidad en una serie de eventos que cambiarán sus vidas para siempre.
Después de asistir a un partido de baloncesto de los Lakers, un abogado de inmigración llamado Mack se encuentra a merced de posibles asaltantes cuando su coche se avería en una zona peligrosa de Los Ángeles a altas horas de la noche. Simon, un conductor de grúa que llega justo a tiempo, convence a los asaltantes de que desistan de sus planes. Mack se propone hacerse amigo de Simon, a pesar de que no tienen nada en común.
Mientras tanto, la esposa de Mack, Claire, y su mejor amigo Davis, un productor de películas de acción violentas, están pasando por acontecimientos que les cambiarán la vida. Claire se encuentra con un bebé abandonado mientras está jogging y decide adoptarlo. Davis de repente se interesa por la filosofía en vez de por las ganancias de taquilla después de que un hombre le dispare en la pierna al intentar robarle el reloj, y jura dedicar el resto de su carrera a eliminar la violencia del cine. 
La película narra cómo estos personajes, así como varios conocidos, compañeros de trabajo y familiares, se ven afectados por sus interacciones a la luz de acontecimientos que les cambiarán la vida. Al final, visitan el Gran Cañón en un viaje de vacaciones compartido, unidos en un lugar que es filosóficamente y realmente "más grande" que todas sus pequeñas vidas separadas.

## Reparto
- Danny Glover
- Kevin Kline
- Steve Martin
- Mary McDonnell
- Mary-Louise Parker
- Alfre Woodard